# Gazdálkodj okosan!
A Gazdálkodj okosan! a legsikeresebb magyar társasjáték és táblajáték, amelynek célja a pénzügyi és mindennapi tudatosságra nevelés egy lakás megvásárlásán és berendezésén keresztül.

## Története

### Előzmények
Magyarországon az 1940-es években már forgalmazták az amerikai eredetű Monopoly táblajáték helyi adaptációját, a Capitalyt. Ezt a játékot azonban „imperialista” szemlélete miatt 1952-ben tulajdonképpen betiltották, helyette egy hasonló megjelenésű, de teljesen eltérő koncepciójú táblajáték, a Teljesítsd a tervet! került forgalomba. E játék célja az életszínvonal növelése volt a játékosra bízott szocialista gazdaságban, de különösebb gazdálkodást nem igényelt.

### A rendszerváltásig
A Gazdálkodj okosan! 1966-ban készült. A tervezés és kivitelezés feladatát a Közgazdasági és Jogi Könyvkiadó Minerva osztálya kapta meg. (Ebből alakult meg 1990-ben a Minerva Kiadó, és a közben szabadalmi oltalom alá helyezett játék kiadásának joga is ide került.) Jelentős eltérés a Monopolytól, hogy míg a Monopolyban azzal tehetünk szert előnyre, hogy a többi játékost hátrányba hozzuk, a Gazdálkodj okosan!-ban a játékosok haladása nincs egymásra hatással, a siker szinte kizárólag a szerencsén múlik, a játékban csekély szerepe van a stratégiának. A pénz megszerzése sem jár erőfeszítésekkel, mivel körönként fix összeg jár, a betétek után csak szerencsés esetben (megfelelő mezőre lépve) jár kamat. A megszerzett pénzre és vagyontárgyakra egyedüli veszélyként a ház leégése leselkedik, ami azonban olcsó biztosítással elkerülhető; a többi kiadás esetleges és csekély összegű. A játéknak szórakoztatás mellett a nevelő funkciója emelendő ki (pl. „Zárd el a csapot!”, „Ne szemetelj!”, „Ne dohányozz!”, testedzés, könyvtárba járás stb. népszerűsítése). A játéknak van néhány életszerűtlen eleme, például a bérelt berendezési tárgyak és a biztosítások díját nem rendszeresen, csak egy alkalommal kell megfizetni. A táblajáték tehát nevére rácáfolva nem igazán tanít meg a gazdálkodásra. A játék egymást követő kiadásai némileg módosultak, de ez a játék elvét nem érintette. A játék már az első évben több tízezer példányban kelt el, a rendszerváltásig ez a szám elérte az egymilliót.

### A rendszerváltás óta
A játékot jelenleg is gyártják és forgalmazzák, korszerűsített és reprint kiadásban egyaránt. Gyártásával az Oliver Games, értékesítésével a Régió játék-nagykereskedés foglalkozik. Fejlődésének legújabb állomását 2011 áprilisában – a jogtulajdonos Minerva Kiadó Kft. és a fejlesztő Luman Kft. együttműködése nyomán – az online változat megjelenése jelentette. A regisztrációt követően a játék single-player (egy játékos, algoritmus vezérelte karakterek ellen) és multi-player (több online felhasználó valós idejű játszmája) módban próbálható ki. A táblát javascript popup ablakban látjuk, a figurák és a dobókocka mozgása Flash animáció.

## A játék menete és célja
A táblás változat 2-6 játékos számára tartalmaz bábukat. A játékosok standard hatoldalú dobókockával dobva határozzák meg lépési sorrendjüket a játék kezdetén, és lépéseik számát a táblán a későbbi körökben. Pénzhez elsősorban a starton való áthaladáskor lehet jutni. A mezők egy részén vásárolni lehet, más részén szerencsekerék szerepel, amire lépve szerencsekártyát kell húzni, amely többnyire újradobást, nyereményt vagy valamilyen kiadást jelenthet. Sok mező van, amely újradobást vagy meghatározott mezőre lépést jelent (pl. lépj egyet előre), némi ötlettelenségre vallva.
A győzelem feltétele egy lakás megvásárlása és teljes berendezése, az adósságok kifizetése, megadott összegű takarékbetét összegyűjtése, CSÉB (csoportos élet- és balesetbiztosítás) és meghatározott összegű könyvutalvány vásárlása a többi játékos előtt. Ennek során először lakást kell venni, addig berendezési tárgyakat nem is lehet vásárolni.
Az egyszerre legfeljebb négyen játszható online változat játékszabálya hűen tükrözi az eredetit, néhány kiegészítéssel azonban még több gyűjtögetni valót kínál a játékosoknak. Újítás, hogy a pénzszűkébe került játékosok javaikat el is adhatják, továbbá, hogy a játék közben kvíz kérdésekre helyesen válaszolva kisebb összegekre tehetnek szert. A nyertes az, aki először szerzi meg az autót, lakást, berendezési tárgyakat, biztosításokat, üdülési csekket és könyvutalványt, és ezeken felül még legalább 1 millió forinttal rendelkezik a számláján.
A játéktábla az évtizedek folyamán mindig alkalmazkodott a társadalom és életmód változásaihoz. Jól mutatja ezt az alábbi összehasonlítás:

### A tábla mezői1966-ban
0. Start
1. Italbolt 400 Ft
2. OTP (takarékbetétek után 5% kamat)
3. Szerencsekerék
4. Közért 200 Ft
5. Nemzeti Galéria
6. Tüker (tűzifa, szén 80 Ft)
7. Sportolj!
8. Villamos 10 Ft
9. Mulató
10. Szerencsekerék
11. Bútor (konyhabútor 3000, szobabútor 6000 Ft)
12. Állatkert
13. Üdülés a Balatonon (kétszer nem dobsz)
14. Cipőbolt 200 Ft
15. Trolibusz 20 Ft
16. Szerencsekerék
17. Mozi 40 Ft
18. Háztartási bolt 60 Ft
19. Lakás (11.000 Ft, részlet: 500 Ft)
20. Dohánybolt 100 Ft
21. Kórház (csak akkor mehetsz tovább, ha 1-est vagy 6-ost dobsz)
22. Mézes Mackó 40 Ft
23. Szerencsekerék
24. Cukrászda 20 Ft
25. Étterem 40 Ft
26. Margitsziget
27. Autóbusz 20 Ft
28. Corvin áruház 300 Ft
29. Halászbástya
30. MÁV 50 Ft
31. Közért (ahányast dobsz, annyiszor 10 Ft)
32. Szerencsekerék
33. Keravill (rádió 2.200 Ft, mosógép 4.400 Ft, varrógép 2.500 Ft, porszívó 1.600 Ft)
34. Galyatető (háromszor nem dobsz, 400 Ft)
35. Közlekedési bírság 10 Ft
36. Színház 50 Ft
37. Szerencsekerék
38. Kirándulás Visegrádba
39. Lakás (11.000 Ft, részlet 500 Ft)
40. Telefon (egyszer nem dobsz)
41. Röltex

### A tábla mezői1981-ben
0. Start
1. Szemeteltél, fizess bírságot!
2. Szerencsekerék
3. OTP – takarékbetéted után 5% kamatot fizet.
4. Műszaki cikk
5. A budapesti víz Európa egyik legjobb ivóvize. Zárd el jól a csapot!
6. A dohányzás káros
7. Áruház
8. Biztosítás
9. Szerencsekerék
10. MÁV – expresszvonat, lépj a 15-ös mezőre!
11. Gondtalan utazás az IBUSZ-szal, még egyszer dobhatsz
12. Posta – Jól írtad fel az irányítószámot, lépj előre két mezőt!
13. Áruház
14. Lakás
15. Szerencsekerék
16. CSÉB (család- és életbiztosítás) – ha kötöttél biztosítást, vedd át a biztosítási összeget!
17. Műszaki-cikk kölcsönző
18. Szórakozás, színház- és mozijegy
19. Minden reggel tornázol, lépj előre 3-at!
20. Malév – repülővel utaztál, gyorsan célba értél, lépj a 22-es mezőre!
21. Rendszeresen tisztálkodsz, kétszer dobhatsz
22. Szerencsekerék
23. Segíted az időseket, kétszer dobhatsz
24. Az olvasás szórakoztató és hasznos időtöltés. Vegyél könyvutalványt!
25. Vidámpark
26. Lakás
27. Gelka – gyorsan megjavították a készüléked, lépj előre két mezőt!
28. Közlekedésbiztonsági versenyen nyertél
29. Bútor- és sportbolt
30. Nyári táborban pihensz, egy körből kimaradsz
31. Szerencsekerék
32. Kerékpártúrán elsőnek érkeztél célba, jutalmat kapsz
33. Figyelmesen körülnéztél, lépj a 2-es mezőre!
34. Lakásfelszerelés
35. Szerencsekerék
36. Séta a várban, Nemzeti Galéria
37. Rejtvénypályázaton országjáró utazást nyertél, lépj a 39-es mezőre
38. Élelmiszer havi bevásárlás
39. Hétvégi túrázás, még egyszer dobhatsz

### Az online játék mezői2011-ben
0. Start

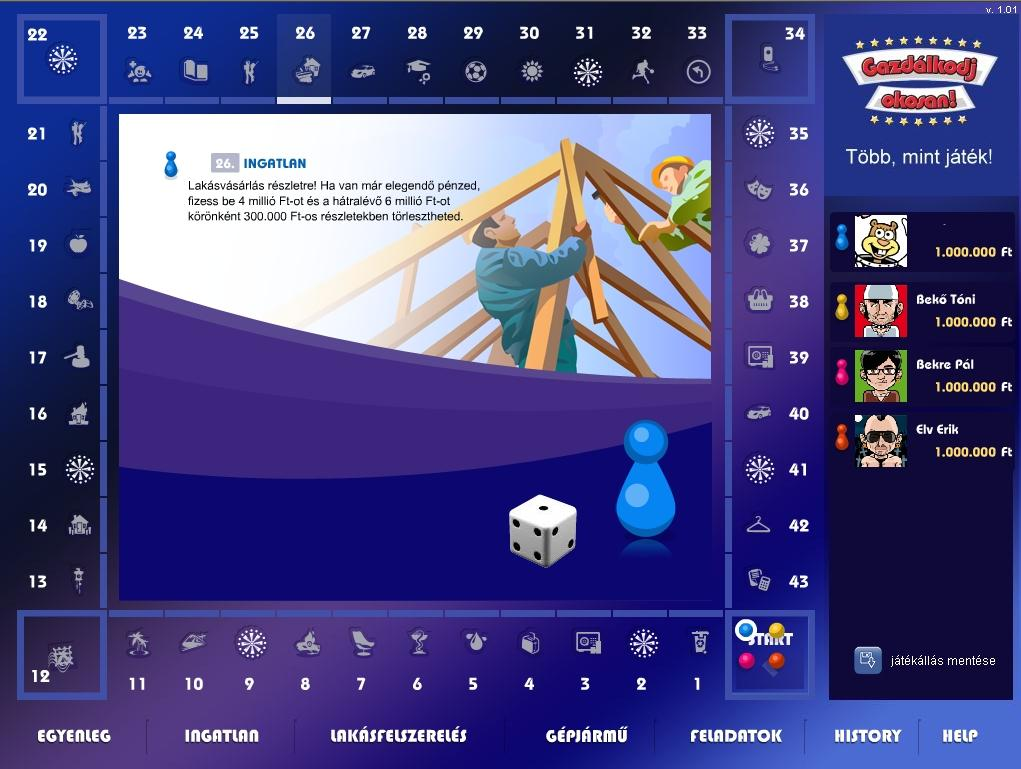
Az online játék

1. Közérdek. Szemeteltél, helyszíni bírság 5.000 Ft
2. Szerencsekártya
3. Bank. Takarékszámlán elhelyezett összeged után 5% kamatot kapsz
4. Műszaki bolt. Elektromos háztartási gépet vásárolhatsz.
5. Közérdek. Ne feledd, víz nélkül nincs élet! Vigyázz rá!
6. Egészség. Akinek most nincs ideje az egészségére, később időt kell szakítania a betegségére.
7. Lakásfelszerelés
8. Biztosítás. Megkötheted kötelező-, lakás- vagy életbiztosításodat
9. Szerencsekártya
10. Utazás. Lépj a 15-ös mezőre!
11. Üdülés. Dobhatsz még egyszer
12. Posta. Lépj előre két mezőt!
13. Lakásfelszerelés
14. Ingatlan. Lakásvásárlás 10 millió Ft, részlet 300 ezer Ft.
15. Szerencsekártya
16. Biztosítás. Ha van biztosításod, vedd át a biztosítási összeget: 300000 Ft-ot!
17. Piactér. Vásárolj vagy adj el!
18. Szórakozás
19. Életmód. A helyes táplálkozás az egészség egyik alapköve, lépj előre három mezőt!
20. Utazás. Lépj a 22-es mezőre!
21. Szórakozás. Rád fér a kikapcsolódás, jutalomból még egyszer dobhatsz!
22. Szerencsekártya
23. Életmód. Mivel rendszeres véradó vagy még kétszer dobhatsz.
24. Kultúra. Vásárolj könyvutalványt.
25. Szórakozás. A mai szórakozásodért fizess 15000 Ft-ot!
26. Ingatlan. Lakásvásárlás 10 millió Ft, részlet 300 ezer Ft.
27. Autóvásárlás
28. Oktatás. Kvíz.
29. Sportfelszerelés
30. Üdülés. Csak 1-es vagy 6-os dobással mehetsz tovább. Addig vásárolj üdülési csekket!
31. Szerencsekártya
32. Sport. 200000 Ft jutalom
33. Közlekedés. Közlekedj biztonságosan, lépj a 2-es mezőre!
34. Elektronika. Vásárolj műszaki cikkeket!
35. Szerencsekártya
36. Kultúra. Színházlátogatás 5.000 Ft
37. Fortuna. A szerencsejáték maradjon játék. Kvíz.
38. Áruház. A nagybevásárlás elengedhetetlen, 30000 Ft
39. Bank. A kör végére szépen gazdálkodtál, jutalmad 1 millió Ft és még egyszer dobhatsz!
40. Autóvásárlás
41. Szerencsekártya
42. Lakásfelszerelés
43. Közérdek. Mindig időben készítsd el adóbevallásodat! Év végi elszámolásod alapján 20.000 Ft levonás.

## Játékszabályok
Cél: vásárolni egy lakást (teljesen kifizetni), teljesen berendezni, illetve egyéb megkötések. 

### 1966-os
Kezdő pénzösszeg: 4 000 (2 db 1000 Ft, 5 db 200 Ft, 6 db 100 Ft, 4 db 50 Ft, 6 db 20 Ft, 8 db 10 Ft)
A játékosnak a START mezőn áthaladáskor 2000 Ft, START mezőre lépéskor 4000 Ft jár.
A takarékbetét könyvek után 5% kamatot fizet az OTP
Lakásár: OTP 30 000 vagy (11 000 + 20 000 részletekben 500 Ft körönként)
Árak: Konyhabútor 3000, Szobabútor 6000, 
Cél: Az általános célon felül 2000 Ft összeg.

### 1981-es
Kezdő pénzösszeg: 20 000 (2 db 5000 Ft, 8 db 1000 Ft, 3 db 500 Ft,  5 db 100 Ft)
A játékosnak a START mezőn áthaladáskor 4000 Ft, START mezőre lépéskor 6000 Ft jár.
Lakásár: OTP 70 000 Ft (30 000 Ft + 40 000 Ft részletekben), szövetkezeti: 80 000 Ft  (40 000 Ft + 40 000 Ft részletekben)
Árak: Szobabútor 25 000 Ft, konyhabútor 15 000 Ft, hűtőgép 4000 Ft, mosógép 5000 Ft, pingpongasztal 2000 Ft, porszívó 1000 Ft, televízió 6000 Ft, rádió 2000 Ft, kerékpár 1500 Ft
A takarékbetét könyvek után 5% kamatot fizet az OTP
Cél: Az általános célon felül 400 Ft könyvvásárlási utalvány + 2000 Ft

### 2010 utáni
Kezdő pénzösszeg: 238 000 Ft (6 db 20000 Ft, 5 db 10000 Ft, 8 db 5000 Ft,  8 db 2000 Ft, 8 db 1000 Ft,  8 db 500 Ft)
A játékosnak a START mezőn áthaladáskor 500 000 Ft, START mezőre lépéskor 1 000 000 Ft jár.
Ezen kívül az OTP folyó számláján 3 000 000 Ft-ot kap, amit a pénztáros a tömbben jegyez. A folyószámlán lévő összeg után 7% kamatot fizet.
Lakásár: egy összegben: 9 500 000 Ft vagy (2 000 000 Ft, majd 9 000 000 Ft hitel körönként 90000 Ft illetve több ha a játékos szeretné)
Autó: egy összegben 7 000 000 Ft , vagy részletekben (2 500 000  Ft, majd a fennmaradó: 5 460 000 Ft, körönként 130 000 Ft vagy több)
Kiégett ház esetén a berendezési tárgyak és a lakás elvesznek.
Cél: Az általános célon felül 600 000 Ft összeg + Autó + biztosítás.